# Grand bailli du Hainaut
Le grand bailli du Hainaut était l'officier  de justice supérieur du comté du même nom. Dès le Moyen Âge, celui-ci présida, en l'absence du comte, la Cour Souveraine et le Conseil de Hainaut.
Du XVe siècle au XVIIIe siècle, cette charge fut régulièrement cumulée avec celle de gouverneur du Hainaut.

## Liste des grands baillis[2]

### XIVesiècle
- 1317 : Robert de Manchicourt.
- 1321-1325 : Thierry du Chasteler.
- 1336-1337 : Gérard, dit Sausse, d'Aisne.
- 1339-1347 : Jean, seigneur de Harchies.
- 1349-1350 : Jean, seigneur de Beuvrages.
- 1350-1351 : Baudouin de Roisin.
- 1351-1352 : Jean, seigneur de Harchies.
- 1352-1352 : Jean de Barbançon, seigneur de Solre.
- 1352-1354 : Nicolas, seigneur de Lalaing.
- 1355-1356 : Gérard, seigneur de Ville.
- 1358-1361 : Simon de Lalaing, chevalier.
- 1361-1362 : Guillaume, seigneur de Sars.
- 1362-1362 : Simon de Lalaing.
- 1362-1364 : Gérard, seigneur de Ville.
- 1364-1365 : Jean de Lausnais, sgr de Lannais et Thieusies, baron de Rumes.
- 1365-1365 : le sire d'Esclaibes.
- 1365-1365 : Jean d'Esclaibes, frère bâtard du précédent.
- 1366-1366 : Allemand de Hainaut.
- 1367-1368 : Jean de le Poele.
- 1368-1369 : Allemand de Hainaut.
- 1369-1370 : Gilles, seigneur de Rumont.
- 1370-1372 : Allemand de Hainaut.
- 1372-1377 : le seigneur de Hordain.
- 1377-1386 : le seigneur de Quiévrain.
- 1386-1389 : Guillaume de Ville, seigneur d'Audregnies.
- 1389-1392 : Thierry, seigneur de Senzeilles.
- 1392-1395 : Jean de Jeumont.
- 1395-1395 : Anseau de Trazegnies, seigneur de Heppignies et de Mauny.
- 1395-1398 : Thomas de Lille, seigneur de Frasnes.
- 1398-1401 : le seigneur de Lalaing.

### XVesiècle
- 1402-1403 : Thomas de Lille.
- 1403-1409 : le seigneur d'Audregnies.
- 1409-1418 : Pierre de Haynin.
- 1418-1422 : Guillaume de Sars, seigneur d'Audregnies.
- 1422-1423 : Évrard, seigneur de la Haye et de Gouy.
- 1423-1424 : Pierre de Bousies, seigneur de Vertaing et de Feluy.
- 1424-1425 : Pierre dit Brongnart, seigneur de Hennin.
- 1425-1427 : Pierre de Bousies.
- 1427-1434 : Guillaume de Lalaing, seigneur de Bugnicourt et de Fresin.
- 1434-1456 : Jean de Croÿ, seigneur de Tour-sur-Marne.
- 1457-1463 : Philippe de Croÿ, seigneur de Sempy.
- 1463-1467 : Jean de Rubempré, seigneur de Bièvres et d'Arquennes.
- 1467-1495 : Antoine Rolin, seigneur d'Aymeries et de Lens.
- 1497-1500 : Guillaume de Croÿ, seigneur de Chièvres.

### XVIesiècle
- 1504-1537 : Jacques Pinchart de Gavre (d. 1537), seigneur de Fresin et d'Ollignies, chambellan de Charles Quint, chevalier de la Toison d'or (1516, no 137).
- 1537-1549 : Philippe II de Croÿ (1496-1549), prince de Chimay, comte de Porcéan en 1514, duc de Soria et d'Archi et 2d comte de Beaumont en 1521, margrave de Renty et 1er duc d'Aerschot en 1532.
- 1549-1556 : Charles II, comte de Lalaing.
- 1556-1559 : Jean de Lannoy, seigneur de Molembais.
- 1560-1567 (?) : Jean, marquis de Berghes.
- 1566-1573 : Philippe, seigneur de Sainte-Aldegonde et de Noircarmes (nommé provisoirement).
- 1574-1582 : Philippe II, comte de Lalaing, seigneur d'Escornaix (nommé provisoirement).
- 1582-1590 : Emmanuel de Lalaing, marquis de Renty, baron de Montigny (1557-1590).
- 1593-1612 : Charles III de Croÿ, duc d'Arschot, prince de Chimay (1560-1612).

### XVIIesiècle
- 1613-1621 : Charles-Bonaventure de Longueval, comte de Bucquoy (1571-1621).
- 1624-1624 : Florent de Noyelles, comte de Marles.
- 1625-1631 : Guillaume III de Melun, prince d'Épinoy.
- 1632-1663 : Charles-Albert de Longueval, comte de Bucquoy.
- 1663-1674 : Philippe-François d'Arenberg (1625–1674), 1er duc d'Arenberg.
- 1675-1681 : Charles-Eugène d'Arenberg (1633–1681), 2e duc d'Arenberg.
- 1681-1698 : vacat. Interim assumé par Wolfgang de Bournonville, vicomte de Burlin; Jacques de Fariaux, vicomte de Maulde; Eugène de Berghes, seigneur de Rache; Philippe-François de Melun, marquis de Risbourg ; Claude de Robaulx, seigneur de Lisbonne; Philippe-François, prince de Berghes; et Charles de Jauche, comte de Mastaing.
- 1698-1709 : Ferdinand-Gaston de Croÿ, duc de Croÿ, comte du Rœulx.

### XVIIIesiècle
- 1709-1754 : Léopold-Philippe, duc d'Arenberg (1690-1754).
  - 1740-1754 : Léopold-Philippe obtint de Marie-Thérèse, en 1740, que son fils aîné, le prince Charles-Marie-Raymond, lui fût adjoint dans la charge de grand bailli de Hainaut, dès lors il avait cessé de s’occuper des affaires de cette province[3].
- 1754 - : Charles Marie Raymond d'Arenberg (1721-1778).
- 1779-1788 : Louis-Engelbert, duc d'Arenberg (1750-1820).
- 1788-1789 : Nicolas-Antoine, comte d'Arberg et de Valengin (1736-1813).
- 1789-1791 : Louis Engelbert, duc d'Arenberg (1750-1820).
- 1791 - : Charles-Joseph, prince de Ligne (1735-1814).